# 片山村 (岐阜県)
片山村（かたやまむら）は、かつて岐阜県揖斐郡にあった村である。
現在の揖斐郡池田町片山に該当する。
池田郡の村であったが、後に揖斐郡の村となった。

## 歴史
- 江戸時代末期、この地域は美濃国池田郡であり、尾張藩領、旗本領であった。
- 1875年（明治8年） - 江渡村と旧来の片山村が合併し、片山村（初代）となる。
- 1889年（明治22年）7月1日 - 町村制による片山村発足。
- 1897年（明治30年）4月1日[1] - 大野郡の一部と池田郡が合併して揖斐郡となる。本村は揖斐郡に属する。
- 1897年（明治30年）4月1日 - 八幡村、市橋村と合併し、改めて八幡村が発足。同日片山村廃止。